# 2020년 11월
| 2020년: 1월 · 2월 · 3월 · 4월 · 5월 · 6월 · 7월 · 8월 · 9월 · 10월 · 11월 · 12월 |

| \| 2020년 11월 1일 (일요일) \| \| 편집 \| |  |      |
| 보건 - 코로나19 범유행 - 대한민국의 0시 기준 확진자 수가 26,635명으로 집계되었다. 전날 0시 대비 124명(국내 101, 해외유입 23)이 늘었다. 재해 - 2020년 태풍: 제19호 태풍 고니가 필리핀 비콜 지방의 카탄두아네스주에 상륙하였다. 태풍 상륙으로 비콜 지방에서는 최소 4명이 숨지는 등의 인명 피해가 발생하였다. |  |      |
| 2020년 11월 1일 (일요일) |  | 편집 |

| 2020년 11월 1일 (일요일) |  | 편집 |

| \| 2020년 11월 2일 (월요일) \| \| 편집 \| |  |      |
| 무력 충돌과 공격 - 아프가니스탄 카불 대학교에서 총기 난사가 발생, 최소 32명이 숨지고, 50명 이상이 부상을 입었다. 용의자 3명은 사살되었다. 지난 2019년 7월 19일 차량을 이용한 폭탄 테러가 발생한 지 채 1년 4개월여 만에 다시 공격이 발생하였다. - 오스트리아 빈에서 동시 다발적인 총기난사 사건이 발생, 최소 2명이 사망하고, 15명 이상의 부상자가 발생하였다. 법과 범죄 - 대한민국 이명박 전 대통령이 10월 29일 대법원 확정 판결에 따라 재수감되었다. 검찰은 14시경 서울동부지방검찰청에 출석한 이 전 대통령에 대하여, 신원 확인과 형 집행 고지 등 관련 절차를 10여 분간 진행한 뒤 서울동부구치소로 이송·수감하였다. 인터넷 및 매체 《상어 가족》의 시청횟수가 70억을 넘어 《Despacito》를 제치고 유튜브 최다 조회수 영상이 되었다. 보건 - 코로나19 범유행 - 대한민국의 0시 기준 확진자 수가 26,732명으로 집계되었다. 전날 0시 대비 97명(국내 79, 해외유입 18)이 늘었다. |  |      |
| 2020년 11월 2일 (월요일) |  | 편집 |

| 2020년 11월 2일 (월요일) |  | 편집 |

| \| 2020년 11월 3일 (화요일) \| \| 편집 \| |  |      |
| 보건 - 코로나19 범유행 - 대한민국의 0시 기준 확진자 수가 26,807명으로 집계되었다. 전날 0시 대비 75명(국내 46, 해외유입 29)이 늘었다. 재해 - 4등급의 허리케인 에타(Eta)가 중앙아메리카에 상륙하였다. 허리케인이 동반한 강풍과 폭우로 인하여 최소 200명 이상이 숨지는 인명 피해가 발생하였다. 정치와 선거 - 2020년 미국 대통령 선거: 미국에서 대통령 선출을 위한 선거가 실시되었다. 현재 대통령인 도널드 트럼프가 공화당 후보이며, 제47대 부통령을 지낸 조 바이든이 민주당 후보로 나섰다. |  |      |
| 2020년 11월 3일 (화요일) |  | 편집 |

| 2020년 11월 3일 (화요일) |  | 편집 |

| \| 2020년 11월 4일 (수요일) \| \| 편집 \| |  |      |
| 정치 - 미국이 파리 협정을 공식적으로 탈퇴하였다. 군사 - 대한민국 강원도 동부전선서 신원불명자 한명이 철조망을 통하여 넘어온 것으로 확인되어 군 당국이 확인 중이다. 보건 - 코로나19 범유행 - 대한민국의 0시 기준 확진자 수가 26,925명으로 집계되었다. 전날 0시 대비 118명(국내 98, 해외유입 20)이 늘었다. |  |      |
| 2020년 11월 4일 (수요일) |  | 편집 |

| 2020년 11월 4일 (수요일) |  | 편집 |

| \| 2020년 11월 5일 (목요일) \| \| 편집 \| |  |      |
| 경제와 비즈니스 - 미국 연방준비제도(FRB, 연준)는 연방공개시장위원회(FOMC) 정례 회의를 갖고, 기존 0.00%~0.25%의 금리 수준을 유지한다고 밝혔다. 현 금리 수준은 지난 3월 15일 인하된 수준으로, 앞선 4월 29일과 6월 10일, 7월 29일, 9월 16일에 이은 다섯 번째 금리 유지 결정이다. 법과 범죄 - 대한민국 대법원은 고유정에게 전 남편을 살해한 혐의로 무기징역을 선고하였다. 보건 - 코로나19 범유행 - 대한민국의 0시 기준 확진자 수가 27,050명으로 집계되었다. 전날 0시 대비 125명(국내 108, 해외유입 17)이 늘었다. |  |      |
| 2020년 11월 5일 (목요일) |  | 편집 |

| 2020년 11월 5일 (목요일) |  | 편집 |

| \| 2020년 11월 6일 (금요일) \| \| 편집 \| |  |      |
| 보건 - 코로나19 범유행 - 대한민국의 0시 기준 확진자 수가 27,195명으로 집계되었다. 전날 0시 대비 145명(국내 117, 해외유입 28)이 늘었다. - 프랑스의 신규 확진자가 24시간 동안 60,486명이 늘어, 누적 환자 수가 166만여 명을 넘어섰다. 프랑스는 확진자 급증세와 관련하여 지난 10월 28일에 10월 30일 부터 최소 한 달간 봉쇄조치를 시행한다고 밝힌 바 있으며, 매일 수 만명의 확진자가 발생하고 있다. |  |      |
| 2020년 11월 6일 (금요일) |  | 편집 |

| 2020년 11월 6일 (금요일) |  | 편집 |

| \| 2020년 11월 7일 (토요일) \| \| 편집 \| |  |      |
| 보건 - 코로나19 범유행 - 대한민국의 코로나19 범유행 - 대한민국의 0시 기준 확진자 수가 27,284명으로 집계되었다. 전날 0시 대비 89명(국내 72, 해외유입 17)이 늘었다. - 방역 당국은 3단계였던 사회적 거리두기 단계에 1.5단계와 2.5단계를 추가, 5단계로 세분화한다고 밝혔다. 정치와 선거 - 2020년 미국 대통령 선거: 미국의 전 부통령 조 바이든이 선거인단 과반수인 270명 이상을 확보하여 대선에서 승리하였다. |  |      |
| 2020년 11월 7일 (토요일) |  | 편집 |

| 2020년 11월 7일 (토요일) |  | 편집 |

| \| 2020년 11월 8일 (일요일) \| \| 편집 \| |  |      |
| 보건 - 코로나19 범유행 - 전 세계 확진자 수가 5,000만 명을 넘어섰다, 누적 확진자 수는 5,065만 8292명, 누적 사망자 수는 126만 620명으로 각각 집계되었다. 첫 보고 이후 313일, 10월 18일 4,000만 명을 넘어선지 21일 만이다. 전 세계의 확진자 수는 지난 2019년 12월 31일, 중화인민공화국 당국이 후베이성 우한에서의 원인 미상 폐렴 환자 발생을 세계보건기구(WHO)에 보고한 지 6개월여 만인 6월 28일 1,000만 명을 넘어섰고, 이후 43일 만인 8월 9일에는 2,000만 명, 다시 38일 만인 9월 16일 3,000만 명을 넘어섰다. 앞서 9월 29일에는 누적 사망자 수가 100만 명을 넘어선 바 있다. - 대한민국의 0시 기준 확진자 수가 27,427명으로 집계되었다. 전날 0시 대비 143명(국내 118, 해외유입 25)이 늘었다. 정치와 선거 - 미얀마에서 총선거가 실시되었다. - 터키 베라트 알바이라크(Berat Albayrak) 재무장관이 소셜 미디어를 통하여 건강 상의 이유를 들어 사임의사를 밝혔다. 6일 레제프 타이이프 에르도안 대통령이 터키 중앙은행 무라트 우이살(Murat Uysal) 총재를 해임하고, 나시 아그발(Naci Ağbal) 전 재무장관을 신임 총재에 임명한다고 알려진지 이틀만이다. 알바라이크 장관은 에르도안 대통령의 사위이기도 하다. - 일본의 일왕: 일본에서 후계자 임명 행사(立皇嗣の礼, 릿코시노레이)가 열렸다. 이날 나루히토의 동생(왕세제) 아키시노노미야 후미히토 친왕이 후계자로 선포되었다. |  |      |
| 2020년 11월 8일 (일요일) |  | 편집 |

| 2020년 11월 8일 (일요일) |  | 편집 |

| \| 2020년 11월 9일 (월요일) \| \| 편집 \| |  |      |
| 군사 - 2020년 나고르노카라바흐 휴전 협정, 2020년 나고르노카라바흐 분쟁: 러시아의 중재 하에 아르메니아와 아제르바이잔이 휴전 협정을 맺었다. 문화와 예술 - 대한민국 문화재청은 담양 태목리 대나무 군락을 천연기념물(제560호)로 지정하였다. 보건 - 코로나19 범유행 - 대한민국의 0시 기준 확진자 수가 27,553명으로 집계되었다. 전날 0시 대비 126명(국내 99, 해외유입 27)이 늘었다. 정치와 선거 - 미국의 국방부 장관: 미국 도널드 트럼프 대통령이 마크 에스퍼 국방부 장관을 경질하고, 국가테러대책센터 크리스토퍼 C. 밀러(Christopher C. Miller) 국장이 장관직을 대행한다고 발표하였다. |  |      |
| 2020년 11월 9일 (월요일) |  | 편집 |

| 2020년 11월 9일 (월요일) |  | 편집 |

| \| 2020년 11월 10일 (화요일) \| \| 편집 \| |  |      |
| 군사 - 포클랜드 제도의 모든 지뢰가 제거된 것으로 알려졌다. 섬에는 포클랜드 전쟁(말비나스 전쟁) 시기 아르헨티나군에 의하여 약 30,000여 개의 지뢰가 매설되었던 것으로 알려졌다. 보건 - 코로나19 범유행 - 대한민국의 0시 기준 확진자 수가 27,653명으로 집계되었다. 전날 0시 대비 100명(국내 71, 해외유입 29)이 늘었다. 정치와 선거 - 페루의 마르틴 비스카라 대통령이 탄핵으로 물러나고, 마누엘 메리노(Manuel Merino)가 그 직을 승계하였다. |  |      |
| 2020년 11월 10일 (화요일) |  | 편집 |

| 2020년 11월 10일 (화요일) |  | 편집 |

| \| 2020년 11월 11일 (수요일) \| \| 편집 \|                                                                                             |  |      |
| 보건 - 코로나19 범유행 - 대한민국의 0시 기준 확진자 수가 27,799명으로 집계되었다. 전날 0시 대비 146명(국내 113, 해외유입 33)이 늘었다. |  |      |
| 2020년 11월 11일 (수요일) |  | 편집 |

| 2020년 11월 11일 (수요일) |  | 편집 |

| \| 2020년 11월 12일 (목요일) \| \| 편집 \| |  |      |
| 보건 - 코로나19 범유행 - 대한민국의 0시 기준 확진자 수가 27,942명으로 집계되었다. 전날 0시 대비 143명(국내 128, 해외유입 15)이 늘었다. IT - 유튜브 - 전 세계적으로 유튜브 서버가 불안정해졌다. 오전 11시에 해결되었다. |  |      |
| 2020년 11월 12일 (목요일) |  | 편집 |

| 2020년 11월 12일 (목요일) |  | 편집 |

| \| 2020년 11월 13일 (금요일) \| \| 편집 \| |  |      |
| 보건 - 코로나19 범유행 - 대한민국의 코로나19 범유행 - 0시 기준 확진자 수가 28,133명으로 집계되었다. 전날 0시 대비 191명(국내 162, 해외유입 29)이 늘었다. - 확진자 증가에 따라 마스크 착용이 의무화된다. 다중이용장소에서 마스크 미착용시 10만원 과태료가 부과된다. 스포츠 - 2020년 KBO 포스트시즌: 두산 베어스가 kt 위즈를 2 : 0으로 꺾고, 플레이오프 성적 3승 1패로 2020년 한국시리즈에 진출하였다. 두산은 창단 첫 우승에 도전하는 NC 다이노스와 11월 17일 부터 7전 4선승제로 승부를 겨루게 되었다. NC 다이노스는 앞서 10월 24일 정규리그 우승을 확정, 한국시리즈에 직행하였다. |  |      |
| 2020년 11월 13일 (금요일) |  | 편집 |

| 2020년 11월 13일 (금요일) |  | 편집 |

| \| 2020년 11월 14일 (토요일) \| \| 편집 \| |  |      |
| 보건 - 코로나19 범유행 - 그리스 니키 케라뮤스(Niki Kerameus) 교육부 장관은 유행 확산과 관련하여 유치원과 어린이집, 초등학교에 대하여 16일 부터 2주간의 락다운(Lockdown)을 결정, 봉쇄 조치한다고 밝혔다. - 대한민국의 0시 기준 확진자 수가 28,338명으로 집계되었다. 전날 0시 대비 205명(국내 166, 해외유입 39)이 늘었다. - 러시아의 신규 확진자 수가 22,702명 늘어, 누적 확진자 수가 190만 명을 넘어섰다. - 보스니아의 하산 무라토비치(Hasan Muratović)전 총리가 감염증으로 숨졌다. - 우크라이나에서 확진자 급증, 12,524명이 확진되었다. 누적 확진자 수는 총 525,176명이다. - 일본에서 하루 1,731명의 신규 확진되었다. 대유행 이래 3일 연속으로 최대 신규 확진자 증가이다. - 폴란드에서 지금까지 가장 많은 수인 하루 548명의 사망자가 발생, 누적 사망자가 10,000명을 넘어섰다. |  |      |
| 2020년 11월 14일 (토요일) |  | 편집 |

| 2020년 11월 14일 (토요일) |  | 편집 |

| \| 2020년 11월 15일 (일요일) \| \| 편집 \| |  |      |
| 경제와 비즈니스 - 역내 포괄적 경제 동반자 협정(RCEP)에 15개국 정상이 서명하였다. 세계 최대 규모의 자유 무역 협정(FTA)으로, 역내 국가들의 국내총생산(GDP) 규모는 전 세계 GDP의 약 30% 가량이다. 과학과 기술 - 스페이스X가 유인우주선 크루 드래곤 리질리언스(Resilience, 회복력)발사에 성공하였다. 미국 플로리다주 케네디우주센터에서 이루어진 스페이스X 크루1(SpaceX Crew-1)임무로 노구치 소이치, 마이클 홉킨스(Michael S. Hopkins), 빅터 글로버(Victor J. Glover), 섀넌 워커(Shannon Walker) 등 4명을 국제우주정거장(ISS)에 보내게된다. 앞서 5월 30일 스페이스X는 첫 민간 유인우주선 시험 발사에 성공한 바 있으며, 이번 임무는 미국 항공 우주국(NASA, 나사)의 인증 아래 시행되는 첫 임무이다. 보건 - 코로나19 범유행 - 대한민국의 0시 기준 확진자 수가 28,546명으로 집계되었다. 전날 0시 대비 208명(국내 176, 해외유입 32)이 늘었다. 정치와 선거 - 몰도바의 대통령: 몰도바에서 대통령 선거 결선 투표가 실시되었다. 마이아 산두가 당선, 몰도바 최초의 여성 대통령으로 선출되었다. |  |      |
| 2020년 11월 15일 (일요일) |  | 편집 |

| 2020년 11월 15일 (일요일) |  | 편집 |

| \| 2020년 11월 16일 (월요일) \| \| 편집 \|                                                                                             |  |      |
| 보건 - 코로나19 범유행 - 대한민국의 0시 기준 확진자 수가 28,769명으로 집계되었다. 전날 0시 대비 223명(국내 193, 해외유입 30)이 늘었다. |  |      |
| 2020년 11월 16일 (월요일) |  | 편집 |

| 2020년 11월 16일 (월요일) |  | 편집 |

| \| 2020년 11월 17일 (화요일) \| \| 편집 \| |  |      |
| 보건 - 코로나19 범유행 - 대한민국의 코로나19 범유행 - 대한민국의 0시 기준 확진자 수가 28,998명으로 집계되었다. 전날 0시 대비 230명(국내 202, 해외유입 28)이 늘었다. 전날 집계에서 1명이 음성으로 정정, 누계에서 빠졌다. - 관계 당국은 수도권의 확진자 증가세와 관련하여 11월 19일부터 서울특별시 및 경기도, 11월 23일 부터 인천광역시의 사회적 거리두기 단계를 각각 1.5단계로 상향한다고 밝혔다. 사회적 거리두기는 11월 7일 5단계로 개편·세분화된 바 있다. |  |      |
| 2020년 11월 17일 (화요일) |  | 편집 |

| 2020년 11월 17일 (화요일) |  | 편집 |

| \| 2020년 11월 18일 (수요일) \| \| 편집 \| |  |      |
| 보건 - 코로나19 범유행 - 대한민국의 0시 기준 확진자 수가 29,311명으로 집계되었다. 전날 0시 대비 313명(국내 245, 해외유입 68)이 늘었다. - 말레이시아의 확진자 수가 660명 늘며, 5만명을 넘어선 50,390명으로 집계되었다. 하루 사이 4명이 추가로 숨지면서 누적 사망자 수는 322명으로 집계되었다. |  |      |
| 2020년 11월 18일 (수요일) |  | 편집 |

| 2020년 11월 18일 (수요일) |  | 편집 |

| \| 2020년 11월 19일 (목요일) \| \| 편집 \| |  |      |
| 과학과 기술 - 푸에르토리코에 위치한 전파망원경인 아레시보 천문대의 해체가 발표되었다. 미국 국립과학재단(NSF)은는 지난 8월과 11월 6일 연달아 케이블이 끊어지며 시설이 파손되었으며, 보수 위험성과 안전을 고려하여 해체를 결정했다고 밝혔다. 지난 1963년 설치된 아레시보 천문대는 직경 500미터 구면 전파망원경[톈안(天眼)] 설치 이전까지 세계 최대의 전파 망원경이었으며, 외계의 지적생명탐사(SETI) 프로젝트를 수행해왔다. 문화와 예술 - 디자이너 출신 작가인 더글러스 스튜어트(Douglas Stuart)가 첫 소설 작품 《셔기 베인》(Shuggie Bain)으로 맨부커상을 수상하였다. 보건 - 코로나19 범유행 - 대한민국의 코로나19 범유행 - 대한민국의 0시 기준 확진자 수가 29,654명으로 집계되었다. 전날 0시 대비 343명(국내 293, 해외유입 50)이 늘었다. - 전라남도 순천시의 허석시장은 감염원 불명 확진자 증가와 관련하여 20일 0시부터 사회적 거리두기를 2단계로 상향한다고 밝혔다. 거리두기 2단계 시행은 11월 7일 단계 세분화 이후 처음이다. |  |      |
| 2020년 11월 19일 (목요일) |  | 편집 |

| 2020년 11월 19일 (목요일) |  | 편집 |

| \| 2020년 11월 20일 (금요일) \| \| 편집 \| |  |      |
| 국제 관계 - 2020년 아시아 태평양 경제협력체(APEC) 회의가 열렸다. 회의는 의장국인 말레이시아의 쿠알라룸푸르에서 열릴 예정이었으나, 감염증 유행과 관련하여 화상 회의로 대체 진행되었다. 참가국들은 보건·경제 분야 협력을 골자로하는 '2020 쿠알라룸푸르 선언'을 채택하였다. 보건 - 코로나19 범유행 - 대한민국의 코로나19 범유행 - 대한민국의 0시 기준 확진자 수가 30,017명으로 집계되었다. 전날 0시 대비 363명(국내 320, 해외유입 43)이 늘었다. 사망자 수는 500명을 넘어섰다. 하루 사이 3명이 추가로 숨지며, 누적 사망자 수는 501명으로 집계되었다. - 정세균 총리가 대국민 담화문을 통하여 감염증 확산 방지를 위해 연말 모임을 자제하고, 집에 머물러 줄 것을 요청하였다. - 독일의 확진자 수가 사상 최고치인 23,648명 증가, 879,564명으로 집계되었다. - 미국의 코로나19 범유행 - 미국의 하루새 확진자가 최다 증가치인 187,594명을 기록, 1,155만 8,383명으로 집계되었다. 사망자는 1,809명이 발생, 240,151명으로 집계되었다. - 도널드 트럼프 대통령의 장자인 도널드 트럼프 주니어가 확진되었다. 그리고 플로리다주 상원의원인 릭 스콧도 확진된 것으로 알려졌다. - 포르투갈 의회가 감염증 확산을 막기 위해 23일 종료되는 국가 비상사태를 연장하기로 하였다. 국가 비상사태는 11월 24일부터 15일간 연장된다. |  |      |
| 2020년 11월 20일 (금요일) |  | 편집 |

| 2020년 11월 20일 (금요일) |  | 편집 |

| \| 2020년 11월 21일 (토요일) \| \| 편집 \| |  |      |
| 보건 - 코로나19 범유행 - 대한민국의 코로나19 범유행 - 대한민국의 0시 기준 확진자 수가 30,403명으로 집계되었다. 전날 0시 대비 386명(국내 361, 해외유입 25)이 늘었다. - 경상남도 하동군의 윤상기 군수는 확진자 발생 및 증가로 사회적 거리두기를 2단계로 상향한다고 밝혔다. 경상도권에서는 첫 2단계 적용이다. |  |      |
| 2020년 11월 21일 (토요일) |  | 편집 |

| 2020년 11월 21일 (토요일) |  | 편집 |

| \| 2020년 11월 22일 (일요일) \| \| 편집 \| |  |      |
| 국제 관계 - 2020년 리야드 G20 정상회의: G20 정상회의가 열렸다. 의장국 사우디아라비아의 리야드에서 열릴 예정이었으나, 감염증 유행으로 화상 회의로 대체·진행되었다. 각국 정상들은 3월 26일 특별 회의의 약속을 재확인하고, 백신 보급 등 보건 협력과 금융 협력 등을 담은 'G20 정상선언문'을 채택하였다. - 미국이 항공자유화조약에서 탈퇴하였다. 미국 국무부는 지난 5월 22일 발표 이후, 6개월이 경과함에 따라 탈퇴 효력이 발생, 더 이상 회원국이 아니라고 밝혔다. 보건 - 코로나19 범유행 - 대한민국의 코로나19 범유행 - 대한민국의 0시 기준 확진자 수가 30,733명으로 집계되었다. 전날 0시 대비 330명(국내 302, 해외유입 28)이 늘었다. - 방역 당국이 수도권과 전라남도 지역의 사회적 거리두기를 오는 24일 0시부터 2단계로 상향한다고 밝혔다. 11월 17일에 19일 부터 1.5단계를 적용한다고 밝힌 이후로도 확산세를 나타내는데 따른 조치이다. 이 조치는 12월 7일까지 2주간 적용된다. - 일본의 코로나19 범유행 - 일본의 확진자 수가 전날 대비 2,514명 증가하였다. 사망자는 11명이 늘어난 1,974명으로 집계되었다. - 오사카부의 하루 신규 확진자가 490명 증가한 것으로 보고되었다. 대유행 이후 최다 증가이다. - 프랑스 정부가 외르에루아르주의 한 농장에서 SARS-CoV-2 바이러스의 돌연변이를 발견, 밍크 1,000여 마리에 대한 도살 명령을 내렸다. |  |      |
| 2020년 11월 22일 (일요일) |  | 편집 |

| 2020년 11월 22일 (일요일) |  | 편집 |

| \| 2020년 11월 23일 (월요일) \| \| 편집 \| |  |      |
| 과학과 기술 - 중화인민공화국 국가항천국(CNSA)은 원창 위성발사센터에서 달 표본 채취 임무를 맡은 창어 5호의 발사에 성공했다고 밝혔다. 창어 5호는 달의 레골리스에서 토양 등의 표본을 최소 2kg 이상 채취할 예정이다. 임무 완료 시 1976년 소련의 루나 24호 이후의 첫 성공이된다. - 소셜 네트워크 서비스인 트위터가 코로나19 백신과 관련한 허위 정보나, 엉터리 소식을 올릴 경우, 이를 삭제할 것이라고 밝혔다. 법과 범죄 - 홍콩 국가보안법, 2019–2020년 홍콩 시위: 홍콩 사법 당국이 조슈아 웡, 아그네스 차우, 이반 람(Ivan Lam)을 2019년 시위를 조직하고 선동한 혐의 등으로 기소하여, 체포·구금하였다. 보건 - 코로나19 범유행 - 대한민국의 0시 기준 확진자 수가 31,004명으로 집계되었다. 전날 0시 대비 271명(국내 255, 해외유입 16)이 늘었다. - 스페인의 국왕 펠리페 6세가 확진자와 밀접 접촉한 것으로 확인, 10일간 자가 격리에 들어갔다. - 오스트레일리아 뉴사우스웨일스주와 빅토리아주의 경계 봉쇄 조치가 137일만에 해제되었다. 주민들은 별도 허가 없이 이동이 가능해졌다. - 이탈리아의 사망자 수가 5만명을 넘어섰다. 하루 사이 630명이 숨지면서, 누적 사망자 수는 50,453명이 되었다. - 인도네시아의 확진자가 4,442명 늘며, 누적 확진자 수가 50만 명을 넘어섰다. 이날 집계된 확진자 수는 502,110명, 사망자 수는 118명이 늘어난 16,002명이다. |  |      |
| 2020년 11월 23일 (월요일) |  | 편집 |

| 2020년 11월 23일 (월요일) |  | 편집 |

| \| 2020년 11월 24일 (화요일) \| \| 편집 \| |  |      |
| 보건 - 코로나19 범유행 - 전 세계 확진자 수가 6,000만 명을 넘어섰다, 누적 확진자 수는 6000만 8,313명, 사망자는 141만 2,500명으로 집계되었다. 11월 8일 5,000만명을 넘은지 21일만으로, 지난 2019년 12월 31일, 중화인민공화국 당국이 후베이성 우한에서의 원인 미상 폐렴 환자 발생을 세계보건기구(WHO)에 보고한 지 11개월여 만이다. 앞서 9월 29일에는 누적 사망자 수가 100만 명을 넘어선 바 있다. - 대한민국의 0시 기준 확진자 수가 31,353명으로 집계되었다. 전날 0시 대비 349명(국내 320, 해외유입 29)이 늘었다. - 일본의 코로나19 범유행 - 일본의 하루 확진자 수가 133,929명으로 집계되었다. 하루 사이 1,571명이 증가하였다. 사망자는 8명이 늘어난, 1,989명으로 집계되었다. - 일본 정부는 확진자 증가와 관련하여 오사카시와 삿포로시를 여행 장려 캠페인 "Go To Travel"(고투트래블)에서 제외한다고 밝혔다. 스포츠 - 2020년 한국시리즈에서 NC 다이노스가 우승하였다. NC는 정규리그 1위로 한국시리즈에 진출하였으며, 이날 6차전에서 4:2로 두산 베어스를 꺾으면서 시리즈 전적 4승 2패로 첫 우승컵을 들어올렸다. 시리즈 최우수 선수(MVP)에는 NC의 포수인 양의지가 선정되었다. 정치와 선거 - 2020년 미국 대통령 선거, 미국의 대통령 선거: 미국 연방 총무청(General Services Administration)이 조 바이든 측에 정권인수 개시를 통보하였다. |  |      |
| 2020년 11월 24일 (화요일) |  | 편집 |

| 2020년 11월 24일 (화요일) |  | 편집 |

| \| 2020년 11월 25일 (수요일) \| \| 편집 \| |  |      |
| 보건 - 코로나19 범유행 - 대한민국의 0시 기준 확진자 수가 31,735명으로 집계되었다. 전날 0시 대비 382명(국내 363, 해외유입 19)이 늘었다. 스포츠 - 아르헨티나의 축구 선수 디에고 마라도나가 심장마비로 숨졌다. - 2020년 일본 시리즈: 후쿠오카 소프트뱅크 호크스가 일본 시리즈에서 우승하였다. 소프트뱅크는 4차전에서 요미우리 자이언츠를 4 : 1로 꺾고, 시리즈 전적 4전 전승으로 우승을 차지하였다. 일본 시리즈 4연패이자, 통산 11 번째 우승이다. 요미우리 자이언츠는 2019년 일본 시리즈에 이어 또 다시 4전 전패로 시리즈를 내줬다. 시리즈 최우수 선수(MVP)에는 소프트뱅크의 포수인 구리하라 료야가 선정되었다. 정치와 선거 - 잉그리다 시모니테가 리투아니아의 총리에 취임하였다. |  |      |
| 2020년 11월 25일 (수요일) |  | 편집 |

| 2020년 11월 25일 (수요일) |  | 편집 |

| \| 2020년 11월 26일 (목요일) \| \| 편집 \| |  |      |
| 경제와 비즈니스 - 한국은행이 금융통화위원회(금통위)를 열고, 0.5% 수준인 현행 기준금리의 유지를 결정하였다. 현행 금리는 5월 28일 0.25%p 인하된 수준이다. 금통위의 이번 결정은 10월 14일에 이은 네 번째 유지 결정이다. 보건 - 코로나19 범유행 - 대한민국의 0시 기준 확진자 수가 32,318명으로 집계되었다. 전날 0시 대비 583명(국내 553, 해외유입 30)이 늘었다. 500명 이상의 확진자 발생은 3월 초 대구에서 집단 감염 발생이 있은 지 8개월여 만이다. |  |      |
| 2020년 11월 26일 (목요일) |  | 편집 |

| 2020년 11월 26일 (목요일) |  | 편집 |

| \| 2020년 11월 27일 (금요일) \| \| 편집 \| |  |      |
| 무력 충돌과 공격 - 이란의 핵물리학 학자 모센 파크리자데가 차량 폭탄 테러로 숨졌다. 파크리자데는 공격으로 중상을 입고 병원에 후송되었으나 숨진 것으로 알려졌다. 보건 - 코로나19 범유행 - 대한민국의 0시 기준 확진자 수가 32,887명으로 집계되었다. 전날 0시 대비 569명(국내 525, 해외유입 44)이 늘었다. - 독일의 확진자 수가 100만 명을 넘어섰다. 확진자 수는 하루 사이 22,806명이 늘어난 1,006,394명, 사망자 수는 426명이 늘어난 15,586명으로 집계되었다. - 미국의 확진자 수가 1,300만 명을 넘어섰다. 존스 홉킨스 대학교 자료에 따르면, 이날 미국의 감염자 수는 1,304만 7,000여 명으로 집계되었다. 11월 21일 1,200만 명을 넘어선 지 엿새만이다. 정치와 선거 - 2020년 벨라루스 시위, 2020년 벨라루스 대통령 선거: 벨라루스의 알략산드르 루카셴카 대통령이 개헌이후 사퇴하겠다고 밝혔다. 벨라루스에서는 8월 9일 대선 이후, 주말마다 시위가 이어지고 있다. |  |      |
| 2020년 11월 27일 (금요일) |  | 편집 |

| 2020년 11월 27일 (금요일) |  | 편집 |

| \| 2020년 11월 28일 (토요일) \| \| 편집 \| |  |      |
| 국제 관계 - 이집트 대통령으로는 처음으로 압둘팟타흐 시시 대통령이 남수단을 방문하였다. - 영국과 유럽 연합(EU)이 브렉시트 이후의 협상을 재개한다. 회담은 미셸 바르니에(Michel Barnier) EU 수석 대표의 감염증 확진으로 지난 주 중단된 바 있다. 보건 - 코로나19 범유행 - 대한민국의 0시 기준 확진자 수가 33,375명으로 집계되었다. 전날 0시 대비 504명(국내 486, 해외유입 18)이 늘었다. 일부 국내 확진자(-2: 음성 1, 중복 1)와 해외유입(-14: 미입국자) 누계가 정정되었다. - 미얀마가 확진자 증가세와 관련하여, 11월 30일 종료 예정이던 봉쇄 조치(Lockdown)를 오는 12월 15일까지 연장한다고 발표하였다. - 우크라이나의 확진자 수가 70만명을 넘어섰다. 하루 사이 16,294명이 추가 확진되며, 누적 확진자 수는 709,701명으로 집계되었다. - 헝가리의 확진자 수가 20만명을 넘어섰다. 헝가리의 확진자 수는 204,708명, 사망자 수는 4,516명으로 집계되었다. - 영국 보리스 존슨 총리가 나딤 자하위(Nadhim Zahawi) 기업부 정무 차관을 백신 담당 정무차관에 임명, 겸직할 것이라고 밝혔다. - 대한민국 전라북도 정읍의 한 오리 농장에서 고병원성 조류 독감 H5N8이 확인되었다. 이번 발병은 2년 8개월여 만이다. 당국은 반경 3km 안에 있는 9개 농가에 있는 닭 29만 2,000여 마리와 오리 10만여 마리를 예방적 살처분할 예정이라고 밝혔다. 반경 10km 농가에는 30일간 이동을 제한하고, 정읍의 가금 농장은 7일간 이동을 제한, 전국적으로는 28일 0시부터 48시간의 '일시 이동중지 명령'을 내렸다. 방역 당국은 농장 등의 축산 시설, 차량, 철새 도래지 등에 대한 일제 소독을 실시한다. 사고 - 짐바브웨 빈두라(Bindura)의 한 금광에서 매몰 사고가 발생하였다. 광부 중 30명이 실종되었으며, 6명은 광산을 탈출한 것으로 알려졌다. |  |      |
| 2020년 11월 28일 (토요일) |  | 편집 |

| 2020년 11월 28일 (토요일) |  | 편집 |

| \| 2020년 11월 29일 (일요일) \| \| 편집 \| |  |      |
| 보건 - 코로나19 범유행 - 대한민국의 코로나19 범유행 - 대한민국의 0시 기준 확진자 수가 33,824명으로 집계되었다. 전날 0시 대비 450명(국내 413, 해외유입 37)이 늘었다. 그리고 해외유입(-1: 오신고) 누계가 정정되었다. 확진자 증가 수는 11월 26일 이후 나흘 만에 500명 밑으로 내려갔다. - 16시 30분, 정세균 국무총리가 긴급기자회견을 열었다. 정 총리는 사회적 거리두기 단계를 수도권은 일단 기존 2단계를 유지하고, 그밖의 전 지역은 12월 1일부터 2주간 1.5단계로 격상하되, 지역별로 상향조치 할 수 있도록 한다고 밝혔다. 수도권은 일단 단계를 유지하지만, 집단 감염 발생과 관련하여 사우나, 한증막, 아파트 부대시설 등의 운영 중단하고, 에어로빅 등 격렬한 운동을 함께하는 실내체육시설 등은 집합이 금지된다. |  |      |
| 2020년 11월 29일 (일요일) |  | 편집 |

| 2020년 11월 29일 (일요일) |  | 편집 |

| \| 2020년 11월 30일 (월요일) \| \| 편집 \| |  |      |
| 군사 - 대한민국 국방부가 현역 대상 기준 낮추는 내용의 '병역판정 신체검사 등 검사규칙'(병역신체검사규칙)을 입법 예고하였다. 당국은 몸무게, 평발 기준을 완화하고, 문신 기준 규정은 삭제하며, 정신 기준은 강화하는 내용으로 병역신체검사규칙을 개정한다고 밝혔다. 보건 - 코로나19 범유행 - 대한민국의 코로나19 범유행 - 대한민국의 0시 기준 확진자 수가 34,201명으로 집계되었다. 전날 0시 대비 438명(국내 414, 해외유입 24)이 늘었다. 해외유입 확진자 수의 누계가 정정(-61)되었다. - 변성완 부산광역시장 권한대행은 역내 확진자 급증과 관련하여, 11월 30일부터 오는 12월 3일(2021학년도 대학수학능력시험 실시일)까지 사회적 거리두기를 3단계로 일시 상향한다고 밝혔다. 부산광역시에서는 음악학원 집단 감염 및 확산으로, 며칠 사이 관련 확진자만 120여 명 이상 발생하였다. - 헝가리의 오르반 빅토르 총리가 칼만 티사(Kálmán Tisza) 전 총리를 넘어서서, 가장 재임기간이 긴 총리가 되었다. 티사 총리는 1875년 10월부터 1890년 3월까지 재임하였다. 빅토르 총리는 1998년 7월~2002년 5월 총리로 재임한 바 있으며, 2010년 재집권에 성공하였다. 이후 2014년과 2018년 선거에서 승리, 연임 중이다. |  |      |
| 2020년 11월 30일 (월요일) |  | 편집 |

| 2020년 11월 30일 (월요일) |  | 편집 |

| <            | 2020년 11월 | 2020년 11월 | 2020년 11월 | 2020년 11월 | 2020년 11월 | >          |
| 일           | 월          | 화          | 수          | 목          | 금          | 토         |
| 1 9.16 무신  | 2 17 기유   | 3 18 경술   | 4 19 신해   | 5 20 임자   | 6 21 계축   | 7 22 갑인  |
| 8 23 을묘    | 9 24 병진   | 10 25 정사  | 11 26 무오  | 12 27 기미  | 13 28 경신  | 14 29 신유 |
| 15 10.1 임술 | 16 2 계해   | 17 3 갑자   | 18 4 을축   | 19 5 병인   | 20 6 정묘   | 21 7 무진  |
| 22 8 기사    | 23 9 경오   | 24 10 신미  | 25 11 임신  | 26 12 계유  | 27 13 갑술  | 28 14 을해 |
| 29 15 병자   | 30 16 정축  |             |             |             |             |            |

| - 2020년 - 10월 - 11월 - 12월 - 11월 3일 - 미국 대통령 선거 - 팔라우 대통령 선거(결선) - 11월 8일: 미얀마 총선 - 11월 15일: 몰도바 대통령 선거(결선) 편집하기 |